# Каменка (Турковский район)
Каменка — село в Турковском районе Саратовской области. Административный центр Каменского сельского поселения.

## География
Находится на реке Щербедина примерно в 8 км к северо-западу от районного центра, посёлка Турки.

## Население
| 2002 | 2010 |
| ---- | ---- |
| 374  | ↘334 |

## Уличная сеть
В селе четыре улицы: Кирова, Ленина, Молодёжная, Чапаева.

## Связь
Сотовая связь и высокоскоростной мобильный интернет стандарта 4G/LTE.